# 시간의 춤
"시간의 춤"(Dance Of Time)은 한국에서 제작된 송일곤 감독의 2009년 다큐멘터리, 가족 영화이다. 이하나 등이 주연으로 출연하였고 채수진 등이 제작에 참여하였다.

## 출연

### 주연
- 이하나
- 장현성

### 조연
- 디모테오 김 로드리게스
- 크리스티나 장 김
- 세실리오 박 김
- 알리시아 드라 캄파 박
- 디아낼리스 호 도밍게스
- 파시오나 박
- 호르헤 김 조
- 아델라이다 김
- 이르마 임 김
- 토마스 호 차
- 호세 자 마르티네즈
- Isbel Garcia Villazan
- Francisco Olivares Perez
- Antonio de la Campa
- Patricia Lim Chang
- Sander Morales Lim
- Tomas Jo Moreno
- Idalys Maria Santana Rivera
- America Kim Aleman
- Mislady Rivera Kim
- Dalia Odalys Ja Kim
- Daniel Altuna Ortiz
- Yojana Palomino Kim
- Catalina Kim Garcia
- Julia Kim Rodriguez
- Emiliana Kim Rodriguez
- Rodolfo Nodarse Kim
- Luisa Ma. Kim Aleman
- Michel Contreras Kim
- Tania Sosa Chang
- Eric Alejandro Martinez Sosa
- Julio Cesar Hernandez Gallardo

## 기타
- 프로듀서: 채수진
- 제작보: 호세 아리오사 페레즈
- 투자: 곽용수
- 투자기획: 임충근
- 공동투자: 이춘재
- 라인PD: 곽용수
- 제작관리부문: 정아정
- 제작관리부문: 최수영
- 제작관리부문: 서혜림
- 스크립터: 박수진
- 믹싱: 이승엽
- 작화팀: 최지웅
- 작화팀: 박동우
- 디지털처리부문: 노재원
- 매케팅부문: 조계영
- 매케팅부문: 서상덕
- 매케팅부문: 김예원
- 메이킹편집: 박수진
- 배급부문: 한소명
- 배급부문: 한혜미
- 배급부문: 김화범
- 배급부문: 곽미현
- 배급부문: 장은미
- 음악부문: 계수정
- 음악부문: 최창우
- 음향부문: 이승엽
- 통역: 호세 아리오사 페레즈
- 감수: 정경원
- 매니저부문: 박민수
- 매니저부문: 정윤환
- 번역: 조영주
- 번역: 홍윤기
- 번역: 강지훈
- 번역: 남궁환
- 번역: 하연주